# Doppelstrich (Notenschrift)

Doppeltaktstrich

Ein Doppelstrich bzw. doppelter Taktstrich (auch Doppeltaktstrich) besteht aus zwei senkrecht durch ein Notensystem gezogenen Strichen, die in einem Musikstück das Ende eines Abschnitts anzeigen. Er steht auch vor einem Wechsel der Tonartvorzeichnung.
In Unicode gibt es für den Doppeltaktstrich das Zeichen U+1D101 MUSICAL SYMBOL DOUBLE BARLINE (𝄁).